# 황수동의 4시
황수동의 4시는 CJB JOY FM에서 아나운서 황수동이 진행했던 음악 프로그램이다.
| CJB JOY FM          |                     |                   |
| 이전                | 황수동의 4시        | 다음              |
| 두시탈출 컬투쇼     | 황수동의 4시        | 박용관의 라디오쇼 |
| 오후 2시 ~ 오후 4시 | 오후 4시 ~ 저녁 6시 | 저녁 6시 ~ 밤 8시 |
|                     |                     |                   |